# Différent des autres
 (juillet 2018).
Si vous disposez d'ouvrages ou d'articles de référence ou si vous connaissez des sites web de qualité traitant du thème abordé ici, merci de compléter l'article en donnant les références utiles à sa vérifiabilité et en les liant à la section « Notes et références ».
Pour plus de détails, voir Fiche technique et Distribution.
Différent des autres (Anders als die Andern) est un film allemand de 1919, réalisé par Richard Oswald, et écrit par Richard Oswald et Magnus Hirschfeld, médecin allemand et cofondateur en 1897 du Comité scientifique humanitaire (WhK). 
Le film suit le violoniste virtuose Paul Körner (Conrad Veidt), qui est victime de chantage de la part du prostitué Franz Bollek. Körner refuse de continuer à payer toujours plus d'argent au maître-chanteur, Bollek le dénonce pour infraction au paragraphe 175. Au cours du procès qui s'ensuit, le docteur Magnus Hirschfeld (qui joue son propre rôle), prononce un ardent plaidoyer contre l'intolérance et la discrimination dont sont victimes les homosexuels. Bollek est condamné pour extorsion de fonds, mais Körner est néanmoins condamné pour avoir enfreint le paragraphe 175. Sa réputation est ruinée, il ne supporte pas l'opprobre public et finit par se suicider.
Ce film est l'un des tout premiers à défendre la cause des homosexuels. Il dénonce le paragraphe 175 du Code pénal allemand, qui pénalisait alors toute relation homosexuelle entre hommes en Allemagne.
Le film a été interdit lors de sa sortie puis brûlé par les nazis après leur arrivée au pouvoir en 1933. Considéré comme perdu pendant plus de quarante ans, le film est réapparu et a été reconstitué par le Filmmuseum de Munich à l'aide de fragments, de photos et de documents de censure.

## Synopsis
Le film Anders als die Anderen met en scène l’histoire du virtuose violoniste Paul Körner. Le film s’ouvre sur Paul Körner (Conrad Veidt) lisant les journaux du matin. Ils relatent une série de suicides apparemment inexplicables. Körner sait que c’est le §175 du Code pénal allemand qui lie tous ces suicides. Cet article de loi qui condamne les relations homosexuelles est comme une épée de Damoclès pour les hommes qui aiment les hommes.
Dans la scène suivante, Körner donne un spectacle. Après la représentation, il se fait aborder par Kurt Sivers, un jeune homme qui espère pouvoir devenir l’élève de Körner. Dès la première leçon de musique, ils s’éprennent l’un de l’autre. Les parents de Sivers ne voient cependant pas cette histoire d’amour d’un bon œil. Körner leur conseille de consulter son mentor (le Dr Hirschfeld). Ce dernier demande à la famille Sivers de ne pas condamner le jeune Kurt parce qu’il est homosexuel ; il n’est pas responsable de son orientation sexuelle. 
Tandis que Körner et Sivers se promènent bras dessus bras dessous dans un parc, un homme interpelle Körner, il s’agit de Franz Bollek (un prostitué qu’il avait rencontré lors d’un bal pour hommes). Celui-ci menace immédiatement de dénoncer Körner pour homosexualité s’il ne lui donne pas une grosse somme d’argent. Körner s’exécute, mais Bollek continue son odieux chantage. Le jour où Körner refuse de le payer, Bollek rentre par effraction chez lui. Pris en flagrant délit, les deux hommes en viennent aux mains. Durant la bagarre, Bollek avoue à Körner l’avoir dénoncé auprès de la police. Sachant cela, Kurt Sivers fuit et tente de survivre seul. Découragé, Körner repense à son passé. 
Le premier souvenir qui lui revient remonte à l’internat, lorsque lui et son ami Max sont découverts alors qu’ils s’embrassaient. Puis il se souvient de l’université et de sa vie d’étudiant solitaire, de son impossibilité à s’amuser dans les confréries et à imiter ses semblables. Il se souvient aussi avoir consulté un hypnothérapeute qui n’a jamais rien pu changer à son orientation. Enfin, il se souvient avoir fait la connaissance d’un médecin dont la réaction était différente. Selon ce médecin, « l’amour pour une personne de même sexe n’est pas moins pur ou noble que l’amour pour le sexe opposé ». 
De retour dans le temps présent, Körner décide d’emmener Else Sivers, la sœur de Kurt, à une conférence du docteur Hirschfeld sur les « sexualités intermédiaires » (l’homosexualité, le lesbianisme, l’intersexuation, etc.). Après la conférence, Körner dénonce Bollek pour chantage. Par représailles, Bollek dénonce Körner pour homosexualité. Lors du procès, tous deux sont reconnus coupables par la justice : Bollek est condamné à trois ans d'emprisonnement pour extorsion et Körner à une semaine de prison pour violation du §175. Dès cet instant, la réputation de Körner est ternie. Il est rejeté de la société et n’obtient plus aucun contrat. Sa famille lui fait savoir qu’il n’existe plus qu’une seule solution pour s’en sortir honorablement : le suicide. Körner s’y résout. 
Lorsqu’il apprend le décès de Körner, le jeune Sivers tente lui aussi, de se suicider. C’est à ce moment que le docteur intervient et dit à Sivers qu’il est de son devoir de rester en vie afin de changer les préjugés dont sont victimes ces hommes. En restant en vie, il peut restaurer l’honneur de Körner et lui rendre justice, à lui comme à tous ceux qui l’ont précédé et le suivront. Per Scientiam ad Justiciam : la justice grâce à la connaissance !

## Fiche technique
- Titre : Différent des autres
- Titre original : Anders als die Andern
- Réalisation : Richard Oswald
- Scénario : Richard Oswald et Magnus Hirschfeld
- Photographie : Max Fassbender
- Pays d'origine : République de Weimar
- Format : Noir et blanc - 1,33:1 - Film muet - 35 mm
- Genre : Drame
- Durée : 50 minutes
- Date de sortie : 30 juin 1919

## Distribution
- Conrad Veidt
- Fritz Schulz
- Reinhold Schünzel
- Anita Berber
- Magnus Hirschfeld
- Karl Giese

## Genèse du film
Le synopsis de Anders als die Andern fut élaboré par Richard Oswald avec l'aide du Dr. Magnus Hirschfeld, qui joua un petit rôle dans le film et qui participa au financement de la production par l'intermédiaire de son Institut de sexologie. Hirschfeld souhaitait utiliser l'exemple du film comme argument contre les lois en vigueur en Allemagne et notamment le paragraphe 175. Celui-ci faisait de l'homosexualité un délit passible de poursuites, mettant un grand nombre de personnes dans une situation analogue à celle du personnage incarné par Conrad Veidt.
La direction de la photographie fut confiée à Max Fassbender, qui avait travaillé sur Le Portrait de Dorian Gray deux ans auparavant, dans une des premières mises en scène du classique d'Oscar Wilde. Richard Oswald n'était pas encore le metteur en scène de renom qu'il allait devenir, de même que son fils Gert. L'acteur principal, Conrad Veidt devait bientôt connaître la célébrité pour son rôle dans Le Cabinet du docteur Caligari. 
Anders als die Andern a marqué l'histoire du cinéma en présentant pour la première fois un homosexuel auquel le spectateur pouvait s'identifier. L'intrigue principale inspira celle du film anglais Victim, avec Dirk Bogarde. Les lois de censure qui furent votées en réaction à ce genre de film finirent par en limiter les projections à un public de médecins et de chercheurs, et les affiches du film finirent parmi les nombreuses œuvres prétendument « décadentes » qui furent brûlées par les nazis après l'arrivée d'Hitler au pouvoir en 1933.

## Sauvetage du film

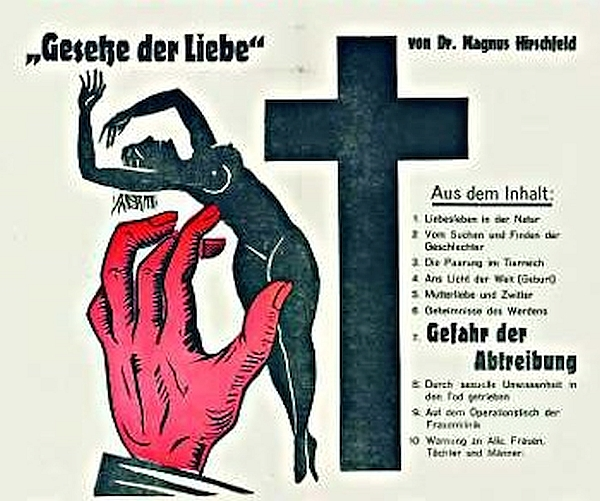
Affiche publicitaire pour le film Les Lois de l'Amour, où n'apparaît pas le chapitre sur l'homosexualité, déjà censuré. Vers 1927.

Le film fut censuré en 1920 et les copies détruites. En 1927, Magnus Hirschfeld tourna un document intitulé Les Lois de l'amour (Gesetze der Liebe), dans lequel il inclut une version courte de Anders als die Andern pour illustrer la question de l'homosexualité. Le documentaire s'attira lui aussi les foudres de la censure ; mais une copie avait été introduite en Ukraine, où elle avait été sous-titrée dans la langue de ce pays. Cette version fut redécouverte à la fin des années 1970 et est depuis conservée au musée de la ville de Munich.
En 1982, cette version courte du film fut projetée dans le cadre du festival du film homosexuel de Francfort, avec l'agrément du musée de Munich. Les sous-titres ukrainiens furent traduits par un interprète pendant la projection. En 1995, elle fut introduite en France lors du 4e Festival QuestionDeGenre au Goethe-Institut de Lille.
Depuis le musée du cinéma de Munich a produit une version restaurée de la partie du film contenue dans Gesetze der Liebe, distribuée par l'éditeur Salzgeber à Berlin.
- Copie 16 mm (film muet/texte des cartons en ukrainien/traduction allemande) : Musée de la ville de Munich, archives cinématographiques.
- Copie VHS (film muet/texte des cartons en allemand) : Édition Salzgeber, Berlin
- Depuis octobre 2006 il existe une version sur DVD disponible au musée de la ville de Munich[2].
- Depuis juin 2009, le DVD est disponible en France : distribution Choses Vues[3].

## Hommage et postérité
Le film est projeté en 2012 dans le cadre du festival de film Everybody's perfect à Genève.